# 罗塞托-德利阿布鲁齐
罗塞托-德利阿布鲁齐（義大利語：Roseto degli Abruzzi），是意大利泰拉莫省的一个市镇。总面积52.8平方公里，人口24887人，人口密度471.3人/平方公里（2009年）。ISTAT代码为067037。